# Muddy Waters
Treść tego artykułu od 2017-05 może nie być zgodna z zasadami neutralnego punktu widzenia.
Dokładniejsze informacje o tym, co należy poprawić, być może znajdują się w dyskusji tego artykułu.
 Po wyeliminowaniu niedoskonałości należy usunąć szablon [[Szablon:Dopracować|]] z tego artykułu.
McKinley Morganfield znany jako Muddy Waters (ur. 4 kwietnia 1913 w hrabstwie Issaquena w Mississippi, zm. 30 kwietnia 1983 w Westmont w Illinois) – amerykański bluesman, przedstawiciel bluesa chicagowskiego i bluesa Delty.

## Życiorys
Jeden z pionierów elektrycznego bluesa. Obok B.B. Kinga był „ojcem chrzestnym” blues-rocka zwanego „białym bluesem”.
Pierwszego nagrania Muddy Waters dokonał w 1941, jeszcze na plantacji w tzw. Delcie Mississippi, dla Alana Lomaxa, rejestrującego nagrania dla Biblioteki Kongresu. Później Waters przeniósł się do Chicago. Zmienił gitarę akustyczną na elektryczną, a do zespołu dodał sekcję rytmiczną oraz harmonijkę ustną. Jego zespół grywał w zachodnich dzielnicach Chicago, aby następnie dołączyć do wytwórni płytowej Chess Records, która lansowała gwiazdy bluesa.
Muddy Waters wywarł wpływ na blues, rhythm and blues, rock, folk, jazz i country. Waters osobiście pomógł w rozpoczęciu kariery muzycznej Chuckowi Berry’emu i innym.
Do inspiracji muzyką Watersa przyznawali się tacy muzycy i grupy jak Jimi Hendrix, The Band, Jeff Beck, Rod Stewart, Eric Clapton, Led Zeppelin czy Ten Years After.
W trasie koncertowej po Anglii w 1958 zespół Muddy Watersa był prawdopodobnie pierwszym zespołem grającym tam muzykę inną niż muzyka pop. Stąd grupa The Rolling Stones przybrała swoją nazwę od tytułu utworu Watersa „Rollin' Stone” z 1950, a Led Zeppelin oparł swój hit „Whole Lotta Love” na utworze „You Need Love”. Autorem wielu piosenek Watersa był kontrabasista jego zespołu, bluesman Willie Dixon.
W 1980 roku Muddy Waters został wprowadzony do Blues Hall of Fame, a w 1987 do Rock and Roll Hall of Fame.
Chociaż później mówił, że urodził się w Rolling Fork w 1915, najprawdopodobniej urodził się w Jug's Corner w sąsiednim hrabstwie Issaquena w 1913.

## Dyskografia Muddy Watersa
- 1960 At Newport
- 1960 Sings Big Bill Broonzy
- 1963 Folk Festival of the Blues (live)
- 1964 Folk Singer
- 1964 Muddy Waters
- 1966 Down on Stovall's Plantation
- 1967 Blues from Big Bill's Copacabana
- 1967 Brass and the Blues
- 1967 Super Blues (Muddy Waters, Bo Diddley, Little Walter)
- 1967  The Super Super Blues Band (Muddy Waters, Bo Diddley, Howlin’ Wolf)
- 1968 Electric Mud
- 1969 After the Rain
- 1969 Fathers and Sons
- 1969 Sail On
- 1970 Vintage Mud
- 1970 Back in the Good Old Days
- 1970 Good News
- 1970 Goin' Home – Live in Paris 1970
- 1970 They Call Me Muddy Waters [I]
- 1971 Muddy Waters Live (At Mr. Kelly’s)
- 1971 The London Muddy Waters Sessions
- 1972 Muddy Waters Live
- 1973 Mud in Your Ear
- 1973 Can't Get No Grindin'
- 1974 London Revisited
- 1974 Muddy & the Wolf
- 1975 Woodstock Album
- 1976 Live at Jazz Jamboree `76 (album wydany w Polsce)
- 1977 Chess
- 1977 Hard Again
- 1977 Live Chess
- 1974 Unk in Funk
- 1978 I'm Ready
- 1979 Muddy "Mississippi" Waters Live
- 1981 King Bee
- 1995 Goodbye Newport Blues (live)
- 1996 Mississippi Rollin'
- 1996 Rollin' & Tumblin'
- 1997 Paris 1972
- 1997 Goin' Way Back
- 2000 The Essential Collection
- 2002 Hoochie Coochie Man In Montreal (live)
- 2002 Live in Paris (1970)